# Arteria tibial posterior
La arteria tibial posterior es una arteria que se origina en el tronco tibioperoneo.

## Ramas
Ramas colaterales:
- Ramos tibiales para los músculos sóleo, tibial posterior y flexor común de los dedos de los pies.[1]
- Ramos periósticos.[1]
- Ramos óseos.[1]
- Ramos calcáneos.[1]

Ramas terminales:
- Arteria plantar externa.[1]
- Arteria plantar interna.[1]

## Distribución
Se distribuye hacia la pierna, tobillo y pie.